# Förstakammarvalet i Sverige 1908
Förstakammarvalet i Sverige 1908 var ett val i Sverige. Valet utfördes av landstingen och i de städer som inte hade något landsting utfördes valet av stadsfullmäktige. 1908 fanns det totalt 1 217 valmän, varav 1 179 deltog i valet.
I halva Älvsborgs läns valkrets ägde valet rum den 13 januari. I halva Västerbottens läns valkrets ägde valet rum den 26 februari. I andra halvan av Västerbottens läns valkrets ägde valet rum den 11 maj. I en tredjedel av Jönköpings läns valkrets ägde valet rum den 1 juni. I Stockholms läns valkrets ägde valet rum den 21 september. I Stockholms läns valkrets, Uppsala läns valkrets, Södermanlands läns valkrets, Göteborgs och Bohusläns valkrets, andra halvan av Älvsborgs läns valkrets, Värmlands läns valkrets och Gävleborgs läns valkrets. I Hallands läns valkrets, Västernorrlands läns valkrets och Norrbottens läns valkrets ägde valet rum den 23 september. I Norrköpings stads valkrets och 2/3 av Jönköpings läns valkrets ägde valet rum den 24 september. I Skaraborgs läns valkrets ägde valet rum den 25 september. I Malmöhus läns valkrets ägde valet rum den 29 september. I Blekinge läns valkrets ägde valet rum den 30 september och i Malmö stads valkrets ägde valet rum den 13 november.

## Valresultat
| Parti  | Parti                     | Röster | Valda | Mandatfördelning | Mandatfördelning | Mandatfördelning |
| Parti  | Parti                     | Röster | Valda | FK 1908          | FK 1909          | +/-              |
| ------ | ------------------------- | ------ | ----- | ---------------- | ---------------- | ---------------- |
|        | Protektionistiska partiet | 662    | 14    | 101              | 98               | -3               |
|        | Moderata partiet          | 434    | 11    | 41               | 45               | +4               |
|        | Partilösa                 | 50     | 1     | 5                | 5                | +-0              |
|        | Övriga                    | 308    | 0     | 3                | 2                | -1               |
| Totalt | Totalt                    | 1 454  | 26    | 150              | 150              | +-0              |

Det protektionistiska partiet behöll alltså egen majoritet.

## Invalda riksdagsmän
Stockholms stads valkrets:
- Oscar Almgren, mod

Stockholms läns valkrets:
- Gustaf Lagerbjelke, mod

Uppsala läns valkrets:
- Henning Wachtmeister, prot
- Johan Nyström, prot

Södermanlands läns valkrets:
- Ernst Lindblad, prot

Norrköpings stads valkrets:
- Carl Swartz, mod

Jönköpings läns valkrets:
- Fredrik Pettersson, prot
- Karl Johan Gustafsson, prot
- Hjalmar Palmstierna, prot

Blekinge läns valkrets:
- Karl Hildebrand, mod
- Herman Wrangel, prot

Malmöhus läns valkrets:
- Paul Paulson, prot
- Knut von Geijer, mod

Malmö stads valkrets:
- Johan Dieden, mod

Hallands läns valkrets:
- Axel Asker, mod

Göteborgs och Bohus läns valkrets:
- Lars Åkerhielm, prot

Älvsborgs läns valkrets:
- Gottfrid Billing, prot
- Otto Silfverschiöld, prot

Skaraborgs läns valkrets:
- Johan Gustaf Samuelson, prot
- Ernst Hedenstierna, prot

Värmlands läns valkrets:
- Knut Larsson, prot

Gävleborgs läns valkrets:
- Johan Östberg, mod

Västernorrlands läns valkrets:
- Gustaf Knaust

Västerbottens läns valkrets:
- Herman Juhlin-Dannfelt, mod
- Anders Åström, mod

Norrbottens läns valkrets:
- Nils Bosæus, mod

## Fotnoter
1. ↑  Siffrorna avser de sammanlagda röstetalen för de riksdagsledamöter som tillhörde respektive parti och valdes under detta år. Rösterna på kandidater som tillhörde partierna men inte vann ett riksdagsmandat har alltså sorterats in under "övriga". Röstetalen på valkretsnivå är hämtade från SCB och riksdagsledamöternas partitillhörigheter är baserade på uppgifter från bokserien Tvåkammarriksdagen 1867–1970.
2. ↑  En högervilde och en vänstervilde